# Tillandsia straminea
Tillandsia straminea es una especie de planta epífita dentro del género  Tillandsia, perteneciente a la  familia de las bromeliáceas. Es originaria de Ecuador y Perú. 

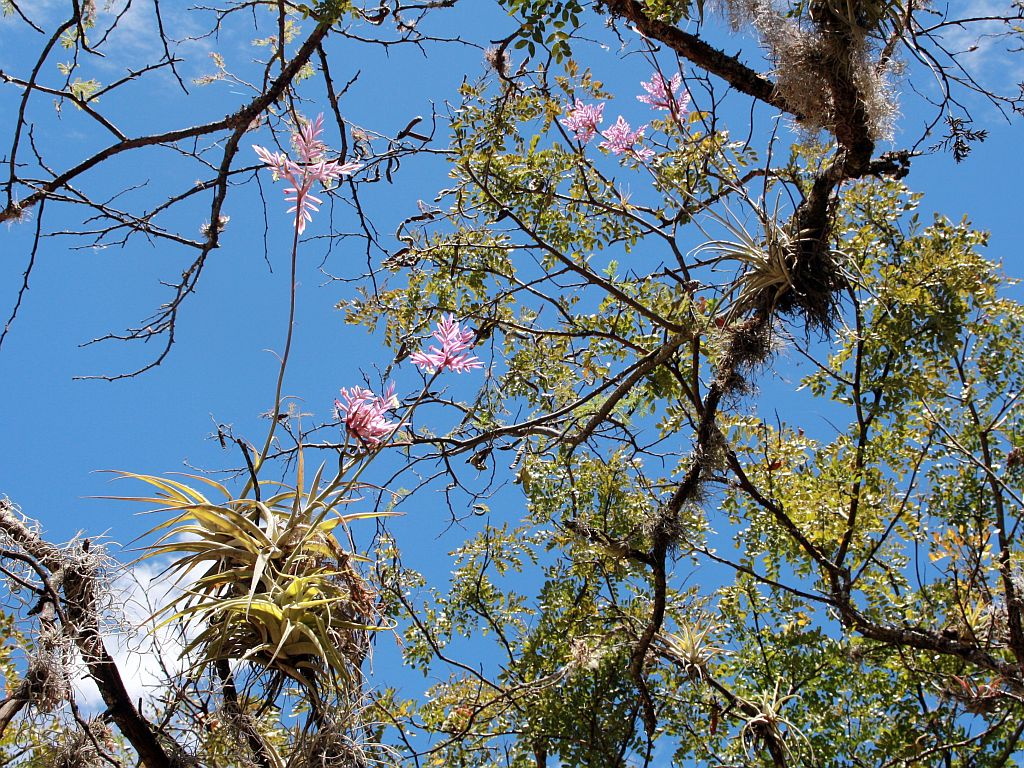
Vista de la planta

## Taxonomía
Tillandsia straminea fue descrita por Carl Sigismund Kunth y publicado en Nova Genera et Species Plantarum (quarto ed.) 1: 292. 1815[1816].
Etimología
Tillandsia: nombre genérico que fue nombrado por Carlos Linneo en 1738 en honor al médico y botánico finlandés Dr. Elias Tillandz (originalmente Tillander) (1640-1693).
straminea: epíteto latíno que significa  "de color pajizo"